# Kevin Nastiuk
Kevin Nastiuk (* 20. Juli 1985 in Edmonton, Alberta) ist ein kanadischer Eishockeytorwart mit ukrainischen Wurzeln, der zuletzt bei den  Dresdner Eislöwen aus der DEL2 unter Vertrag stand.

## Karriere
Kevin Nastiuk begann seine Karriere 2001/02 bei den Medicine Hat Tigers in der Western Hockey League. Beim NHL Entry Draft 2003 wurde er von den Carolina Hurricanes in der vierten Runde an 126. Stelle ausgewählt.
Er durchlief einige Stationen in verschiedenen unterklassigen Eishockeyligen, wie der American Hockey League und ECHL. Während der Saison 2009/10 wechselte er zu den Eisbären Berlin in die Deutsche Eishockey Liga und bildete dort bis 2012 ein Torhütergespann mit Rob Zepp. Anschließend spielte er für die Heilbronner Falken in der 2. Bundesliga, ehe er im Juli 2013 von den Dresdner Eislöwen für ein Jahr verpflichtet wurde. Bei den Eislöwen zeigte er sehr gute Leistungen, so dass sein Vertrag 2014 um ein Jahr verlängert wurde.
Im Juli 2015 kehrte er zu den Eisbären zurück und war dort Back-Up von Petri Vehanen. Nach einem Jahr bei den Eisbären und sechs Einsätzen in der DEL kehrte er nach Dresden zurück und war dort in der Saison 2016/17 Stammtorhüter.

## Erfolge und Auszeichnungen
- 2003 CHL Top Prospects Game
- 2004 President’s-Cup-Gewinn mit den Medicine Hat Tigers
- 2004 WHL Playoff MVP
- 2005 WHL East Second All-Star Team
- 2011 Deutscher Meister mit den Eisbären Berlin
- 2012 Deutscher Meister mit den Eisbären Berlin